# Euaresta regularis
Euaresta regularis är en tvåvingeart som beskrevs av Allen L.Norrbom 1993. Euaresta regularis ingår i släktet Euaresta och familjen borrflugor. Inga underarter finns listade i Catalogue of Life.